# Aloeurymela gearyi
Aloeurymela gearyi är en insektsart som beskrevs av Evans 1965. Aloeurymela gearyi ingår i släktet Aloeurymela och familjen dvärgstritar. Inga underarter finns listade i Catalogue of Life.